# Brennus

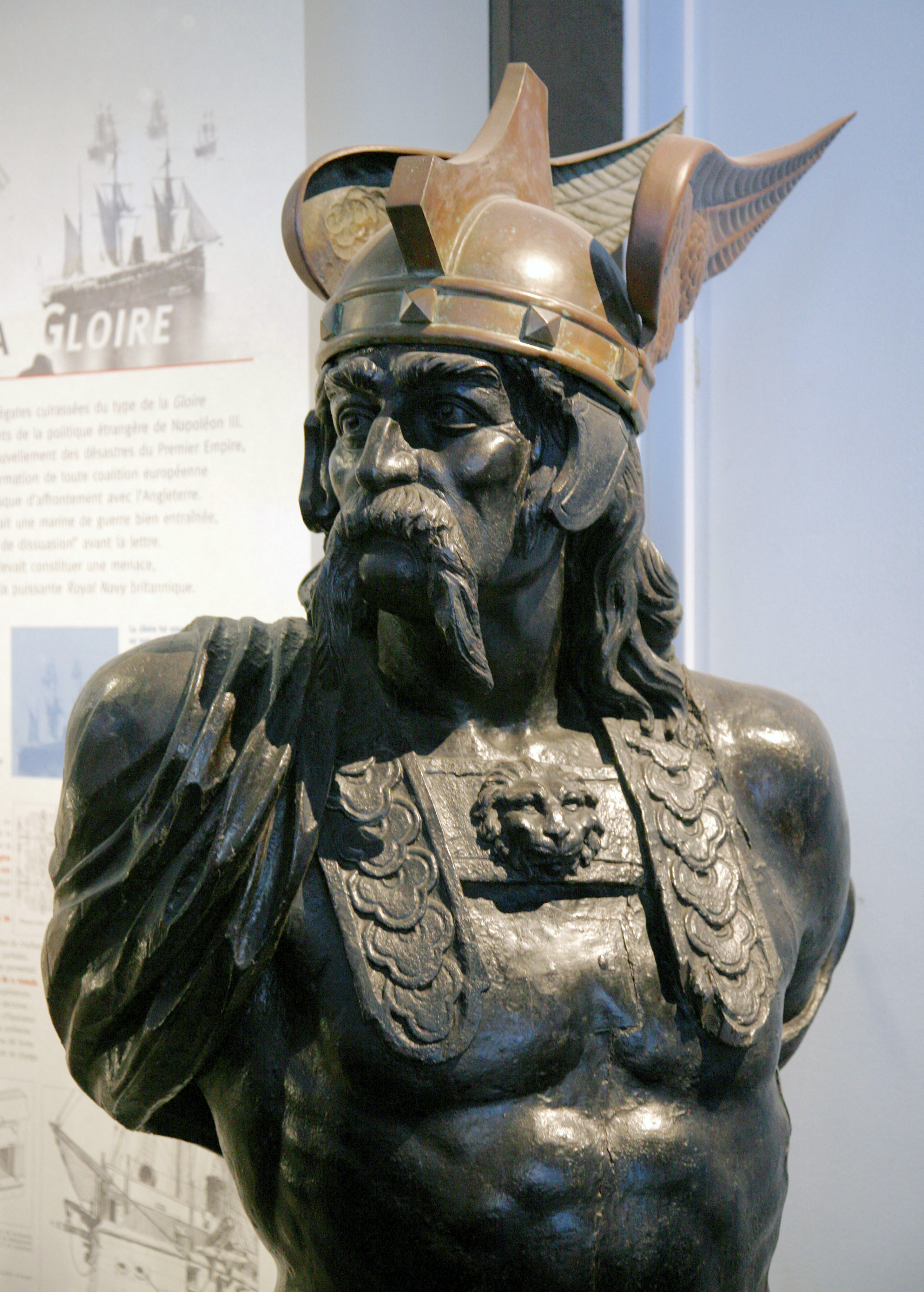
En byst av Brennus

Brennus var förmodligen en gallisk befälhavartitel. Flera galliska krigståg leddes av Brennus.
Brennus ledde år 390 f.Kr. i slaget vid Allia en armé av galliska kelter som brände och belägrade Rom. Brennus var ledare för senonerna, en keltisk folkgrupp från området kring nuvarande Sens i Frankrike. Enligt legenden krävde gallerna 1000 marker guld som lösensumma för att häva sin belägring. När guldet skulle vägas upp anklagade romarna gallerna för att använda falska vikter. Brennus lär då ha kastat även sitt svärd på vikterna och sagt "Ve de besegrade!" (Latin: Vae victis)